# Archie's TV Laugh-Out
Archie's TV Laugh-Out foi uma história em quadrinhos publicada pela Archie Comics de 1969 a 1986. Sabrina the Teenage Witch aparece em todas as 106 edições, e este título serviu como uma transição para ela do Archie's Mad House para seu próprio título. Além de Sabrina, o título apresenta aparições regulares da "turma do Archie" e Josie and the Pussycats. O título pretendia mostrar personagens dos programas de TV animados da Archie Comics, que incluíam The Archie Show (e seus sucessores), Josie and the Pussycats e Sabrina the Teenage Witch.